# Poussah
Cet article concerne le navire « Poussah ». Pour jouet traditionnel, voir Culbuto.
Cet article possède un paronyme, voir Haroun El Poussah.
Le Poussah a été le premier pousseur de péniche construit en France, en 1955. Il fut construit pour la société Lambert frères aux chantiers navals de Villeneuve-la-Garenne.